# アントニオ・マニコーネ
アントニオ・マニコーネ（イタリア語: Antonio Manicone、1966年11月27日 - ）は、イタリア・ミラノ出身の元サッカー選手、指導者。ポジションはミッドフィールダー。中盤の底から長短のパスでゲームを組み立てた。

## 経歴
1992-93シーズン途中にインテルに移籍、チームに完全にフィットし、レギュラーポジションを獲得した。最終的に優勝は逃したが、マニコーネの加入により、インテルは、一時独走していたACミランと優勝を争った。
インテルで好調なプレー見せていた、1993年にイタリア代表に2度招集され、9月22日の1994 FIFAワールドカップ予選、エストニア戦でプレーした。
1993-94シーズンも主要メンバーとしてUEFAカップの優勝に貢献、翌1994-95はジェノアにレンタル移籍、三浦知良とチームメートとなった。12節のジェノバダービー、サンプドリア戦ではフィードをスクラビーが頭で落し、三浦知良のゴールが生まれた。また16節のパドバ戦では、三浦のアシストから決勝ゴールを決めた。
ペルージャでは中田英寿とチームメートであった。

## エピソード
2018 FIFAワールドカップの組み合わせ抽選会では、偶然にもジェノア時代のチームメート三浦知良と遭遇、三浦は「知ってる顔だが、どうしても名前が思い浮かばないかったが、目があった瞬間、カァズゥーと駆け寄ってきた。嬉しい再会だった。」と再会を喜んだ。
三浦知良のセリエAデビュー戦となった、1994-95シーズン開幕戦のACミラン戦で出場、中田英寿のセリエAデビュー戦となった、1998-99シーズンの開幕戦のユベントス戦でも出場、2人の日本人選手のセリエAデビュー戦に立ち会った。